# Sunburg, Minnesota
Sunburg là một thành phố thuộc quận Kandiyohi, tiểu bang Minnesota, Hoa Kỳ. Năm 2010, dân số của thành phố này là 100 người.

## Dân số
- Dân số năm 2000: 110 người.
- Dân số năm 2010: 100 người.